# Nokia Lumia 800
Nokia Lumia 800 foi um smartphone fabricado pela Nokia. É o primeiro celular com o sistema operacional Windows Phone 7.8 da Microsoft.
Seu design é baseado no Nokia N9. Há um botão físico dedicado para a câmera no lado direito do telefone, e um flash LED duplo acima da lente Carl Zeiss lente da câmera. Apesar de possuir uma aparência exterior similar ao N9, é diferente por dentro, principalmente por conta de seu processador Qualcomm.
Seu visor possui é composto por vidro convexo Gorilla AMOLED, e uma tela PenTile com um filtro de ClearBlack anti-reflexo. A tela diagonal é 3,7 polegadas (800 x 480 pixels) em comparação com 3,9 polegadas (854 x 480 pixels) do N9, para se conformar com a lista do Windows especificações do telefone, que inclui três teclas capacitivas colocados sob o vidro. Sua calha cor-de-concha é feita de plástico policarbonato.
A Nokia terceirizou a produção de seu processador com a Compal Electronics. Segundo a empresa, foi devido às limitações de tempo e experiência da Compal com o chipset. Modelos futuros, a partir do Lumia 710, seria construído em uma fábrica da Nokia, segundo a mesma fonte. Os dispositivos para os mercados europeu e norte-americanos estão configurados, testados e embalados pela fábrica da Nokia em Salo, na Finlândia.